# Arthromelus quadratus
Arthromelus quadratus is een keversoort uit de familie van de kortschildkevers (Staphylinidae). De wetenschappelijke naam van de soort werd voor het eerst geldig gepubliceerd in 1989 door Tanokuchi.